# 里沙德·開布林
里沙德·里納托維奇·開布林（1995年9月21日—）生於阿拉木圖，是一名哈薩克男子運動攀登運動員。他曾經獲得2019年世界攀岩錦標賽男子全能賽銅牌。

## 外部連結
- IFSC （页面存档备份，存于） （英文）
- 里沙德·開布林的Facebook專頁
- 里沙德·開布林的Instagram帳戶